# Judith Merril
Pour les articles homonymes, voir Grossman.
Judith Merril, née Judith Josephine Grossman le 21 janvier 1923 à Boston au Massachusetts et morte le 12 septembre 1997  à Toronto en Ontario, est une éditrice et écrivaine américaine (puis canadienne) de science-fiction féministe.

## Biographie
Judith Josephine Grossman est née à Boston en 1923. À l'âge de 6 ans, elle apprend le suicide de son père à la suite de la Grande Dépression. Sa mère ayant trouvé du travail dans le Bronx, elle déménage New York en 1936 et commence ses études à Morrows High School dont elle sortira diplômée en 1939.
Très tôt, elle s'engage dans la politique comme trotskiste. Elle rencontre d'ailleurs son premier mari, Dan Zissman lors d'une manifestation politique; ils se marient en 1940 et ont une fille, Merril, en 1942. C'est en l'honneur de sa fille qu'elle choisira son pseudonyme.
Le premier contact de Judith avec la science-fiction se produit lorsqu'elle parcourt certains livres de son mari alors qu'elle est malade. Elle suit alors des cours de sage-femme.
En 1945, elle rencontre Johnny Michel, Bob Lowndes et Virginia Kidd. Dans le même temps, elle se sépare de son mari et rejoint le groupe des Futurians avec Virginia Kidd. Dans ce cadre, elle rencontre Frederik Pohl qu'elle épouse en 1949 et avec qui elle a une seconde fille, Ann, en 1950.
En 1948, elle publie sa première histoire de science-fiction, That Only a Mother dans le magazine Astounding. L'année suivante, elle écrit son premier roman, Shadow on the Hearth. En 1952, elle se sépare de Pohl (le divorce sera prononcé en 1953) et vit avec Walter Miller pendant 6 mois.
En 1956, elle publie le premier volume de son anthologie SF: The Year's Greatest. Dans le même temps, elle organise la première Milford Science Fiction Writers' Convention avec Damon Knight et James Blish. Elle restera directrice et membre du comité de cette association jusqu'en 1960. Elle se marie à nouveau cette même année avec Daniel Sugrue (ils se sépareront trois ans plus tard, mais sans jamais divorcer).
Son activisme envers la politique étrangère américaine atteint son apogée lors de manifestations pendant la convention démocrate de 1968 contre la guerre du Viêt Nam. Elle émigre alors au Canada.
En 1969, elle fait don à la bibliothèque publique de Toronto de l'ensemble de sa collection d'ouvrages relatifs à la science-fiction. Cette collection sera tout d'abord appelée Spaced Out Library, avant de prendre le nom de Merril Collection of Speculative Fiction and Fantasy en 1991. En 1976, elle devient officiellement citoyenne canadienne. De 1978 à 1981, elle écrit des scénarios pour la télévision canadienne tout en continuant à participer activement à de nombreux mouvements politiques.
Dans les années 80, elle travaille à promouvoir la science-fiction canadienne, en particulier par la création, en 1984 de l'association Hydra Club North for Canadian science fiction writers et par l'édition du premier volume de Tesseracts, une anthologie de SF canadienne.
Elle reçoit deux Canadian Science Fiction Lifetime Achievement Awards en 1983 et 1986. La Science Fiction and Fantasy Writers of America la nommera Author Emeritus en 1997.
Enfin, en 1994 elle écrit un Message to Some Martians pour un CD ROM Visions of Mars, qui est envoyé sur la planète Mars.

## Anecdote
Ayant croisé Isaac Asimov, elle témoigna que son comportement avec les femmes lui avait valu le surnom d'"homme aux cent mains" 

### Romans
- (en) Shadow on the Hearth, 1950
- Le Fusilier Cade, Librairie des Champs-Élysées, coll. Le Masque Science-fiction no 100, 1979 ((en) Gunner Cade, 1951), trad. Bruno MartinSous le nom de Cyril Judd, Écrit avec Cyril Kornbluth.
- L'Enfant de Mars, Librairie des Champs-Élysées, coll. Le Masque Science-fiction no 84, 1979 ((en) Outpost Mars, 1952), trad. Bruno MartinSous le nom de Cyril Judd, Écrit avec Cyril Kornbluth.
- (en) The Tomorrow People, 1960

### Recueils de nouvelles
- (en) Out of Bounds, 1960
- (en) Daughters of Earth, 1968
- (en) Survival Ship and Other Stories, 1973
- (en) The Best of Judith Merril, 1976

### Nouvelles traduites
- Le Permissionnaire, 1966 ((en) That only a mother, 1948)Titré également Seule une mère... et Et seule une mère...
- Le Vaisseau Survie, 1985 ((en) Survival ship, 1951)
- L'Homme de la Lune, 1955 ((en) Dead center, 1955)
- Les Souhaits aux étoiles, 1959 ((en) Wish upon a star, 1959)
- Mort, où est ta victoire ?, 1962 ((en) Death cannot wither, 1959)
- Le Dragon des profondeurs, 1965 ((en) The deep down dragon, 1961)
- Les Solitaires, 1982 ((en) The lonely, 1963)

### Principales anthologies
- The SF Annuals (1956 - 1958)
- SF: The Year's Greatest Science Fiction & Fantasy (1956 - 1959)
- The Year's Best SF (1961 - 1967)
- Tesseracts (1985)